# Дни лётные
«Дни лётные» — советская кинодрама о лётчиках советских ВВС. Премьера — 15 августа 1966 года.

## Сюжет
Лётчик-истребитель — самая романтичная из военных профессий. И одна из самых опасных и тяжёлых. Эта профессия определяет поведение молодых героев фильма и их отношение к жизни.
Три офицера, три молодых лейтенанта, три друга несут нелёгкую службу в одном из авиационных полков. Первые успехи и неудачи, первые утраты и достижения…

## В ролях
- Николай Олялин (кинодебют) — Николай Болдырев
- Юрий Кузьменков — Андрей — АС
- Владимир Петченко — Алексей
- Николай Ерёменко старший — «батя», командир авиаполка
- Ада (Алла) Волошина — невеста Алексея
- Вера Алентова — Лидия Фёдоровна, учительница (в титрах указана как В. Быкова)
- Николай Бармин — генерал Барыбин, командующий
- Борис Савченко — лётчик
- Вера Быкова-Пижель
- Фёдор Гладков — эпизод
- Юра Петрушев

## Съёмочная группа
- Сценарист — Леонид Ризин
- Режиссёры-постановщики — Николай Литус, Леонид Ризин
- Оператор — Виталий Калашников
- Композитор — Евгений Зубцов
- Художник-постановщик — Виталий Шавель
- Режиссёр — Игорь Ветров